# Natalia Martínez
Natalia Martínez (Santo Domingo, 25 novembre 2000) è una pallavolista dominicana, schiacciatrice dell'Als.

## Carriera

### Club
La carriera da professionista di Natalia Martínez inizia con il Mirador, con cui partecipa al campionato mondiale per club 2015. In seguito, appena diciassettenne, approda in Brasile, giocando la Superliga Série B del 2018 con il Paranaense, ottenendo la promozione in massima serie. Torna quindi al Mirador per due annate, partecipando alla neonata Liga de Voleibol Superior: nell'edizione 2019 conquista lo scudetto e viene insignita dei premi come MVP del 3º round e miglior servizio.
Nella stagione 2019-20 approda al Deportivo Géminis, club peruviano della Liga Nacional Superior de Voleibol, dove milita per un biennio. In seguito è invece di scena in Indonesia, disputando la Proliga 2022 con il Jakarta Elektrik PLN, mentre per il campionato 2022-23 gioca nella Voleybol 1. Ligi con l'Als.

### Nazionale
Fa tutta la trafila delle selezioni dominicane giovanili: con l'under 18 vince l'argento al campionato nordamericano 2012, il bronzo alla Coppa panamericana 2013, l'oro al campionato nordamericano 2014, dove viene premiata come MVP, l'argento alla Coppa panamericana 2015, insignita del premio come miglior servizio, ancora oro al campionato nordamericano 2016, distinguendosi come miglior giocatrice e miglior realizzatrice del torneo, seguito da un altro oro alla Final Four Cup 2017 e un argento al campionato mondiale 2017; con l'under 20 conquista l'oro al campionato nordamericano 2012, l'argento alla Coppa panamericana 2013, il bronzo al campionato nordamericano 2014 e alla Final Four Cup 2014, insignita del premio come miglior servizio in quest'ultimo torneo, l'oro alla Coppa panamericana 2015, premiata come miglior servizio e miglior schiacciatrice, ancora un oro al campionato nordamericano 2016, dove invece si distingue come miglior giocatrice, l'argento al campionato nordamericano 2018, eletta miglior realizzatrice del torneo, ancora un oro alla Final Four Cup 2018, premiata come MVP, miglior realizzatrice, miglior servizio e miglior schiacciatrice, e poi la medaglia d'argento alla Coppa panamericana 2019; con l'under 23 vince invece quattro edizioni della Coppa panamericana (2014, 2016, 2018 e 2021). 
Nel 2018 fa il suo debutto in nazionale maggiore durante la Volleyball Nations League, conquistando in seguito la medaglia d'argento alla NORCECA Champions Cup 2019 e poi l'oro al campionato nordamericano 2021.

## Palmarès

### Club
- Campionato dominicano: 1

2019

### Nazionale (competizioni minori)
- Campionato nordamericano under 18 2012
- Campionato nordamericano under 20 2012
- Coppa panamericana under 20 2013
- Coppa panamericana under 18 2013
- Campionato nordamericano under 18 2014
- Campionato nordamericano under 20 2014
- Coppa panamericana under 23 2014
- Final Four Cup under 20 2014
- Coppa panamericana under 18 2015
- Coppa panamericana under 20 2015
- Campionato nordamericano under 20 2016
- Campionato nordamericano under 18 2016
- Coppa panamericana under 23 2016
- Final Four Cup under 18 2017
- Campionato mondiale under 18 2017
- Campionato nordamericano under 20 2018
- Coppa panamericana under 23 2018
- Final Four Cup under 20 2018
- Coppa panamericana under 20 2019
- NORCECA Champions Cup 2019
- Coppa panamericana under 23 2021

### Premi individuali
- 2014 - Campionato nordamericano under 18: MVP
- 2014 - Final Four Cup under 20: Miglior servizio
- 2015 - Coppa panamericana under 18: Miglior servizio
- 2015 - Coppa panamericana under 20: Miglior servizio
- 2015 - Coppa panamericana under 20: Miglior schiacciatrice
- 2016 - Campionato nordamericano under 20: MVP
- 2016 - Campionato nordamericano under 18: MVP
- 2016 - Campionato nordamericano under 18: Miglior realizzatrice
- 2018 - Campionato nordamericano under 20: Miglior realizzatrice
- 2018 - Final Four Cup under 20: MVP
- 2018 - Final Four Cup under 20: Miglior realizzatrice
- 2018 - Final Four Cup under 20: Miglior servizio
- 2018 - Final Four Cup under 20: Miglior schiacciatrice
- 2019 - Liga de Voleibol Superior: MVP 3º round
- 2019 - Liga de Voleibol Superior: Miglior servizio